# Phalaris arundinacea
La saggina spagnola (Phalaris arundinacea L., 1753) è una pianta monocotiledone annuale rizomatosa della famiglia delle Poacee.

## Descrizione

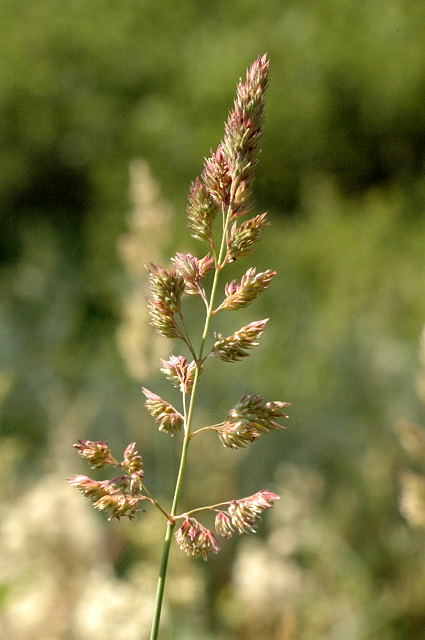
Pannocchia

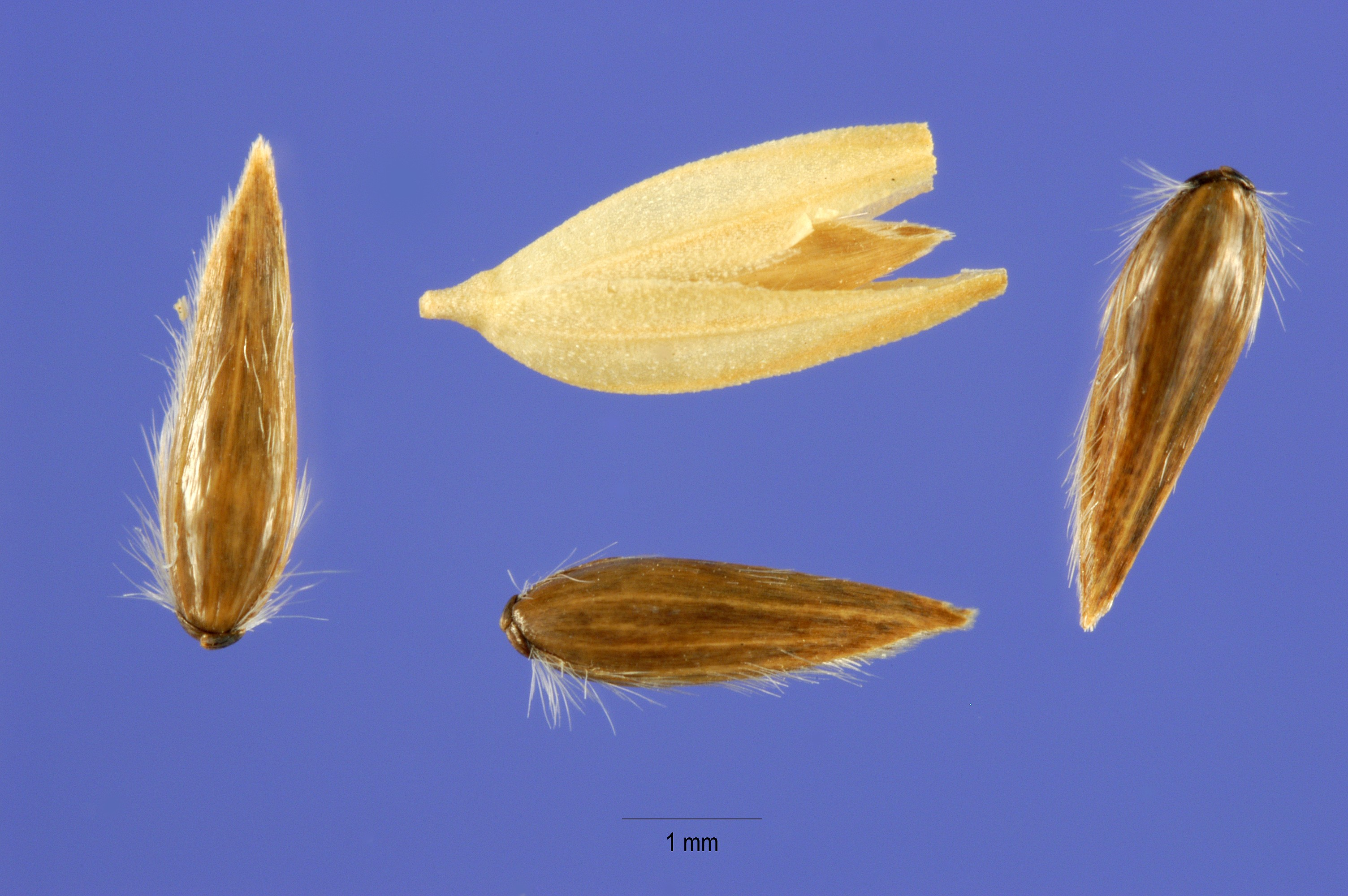
Semi di Phalaris arundinacea

Si presenta come un'erba di altezza tra 60 e 150 cm con foglie lunghe 30–45 cm e larghe 1,2 cm, di colore verde chiaro, a forma di lamina; il fusto è robusto e cavo con una certa colorazione rossastra nella parte superiore; il fiore non è evidente, tipico delle graminacee, organizzato in pannocchie.  Il periodo di fioritura generalmente è da luglio ad agosto. Questa pianta tende ad avere una sviluppo molto rapido.

## Distribuzione e habitat
Phalaris arundinacea ha una vasta distribuzione in Europa, Nord Africa, Asia e Nord America.
Predilige le zone umide, terreni che sono saturi o quasi d'acqua per la maggior parte del ciclo di crescita, ma dove l'acqua stagnante non persiste comunque per lunghi periodi. Condizioni ideali si verificano in genere nei fossi stradali, nei letti dei fiumi, lungo gli argini, nelle paludi basse e nei prati.

## Caratteristiche della semente

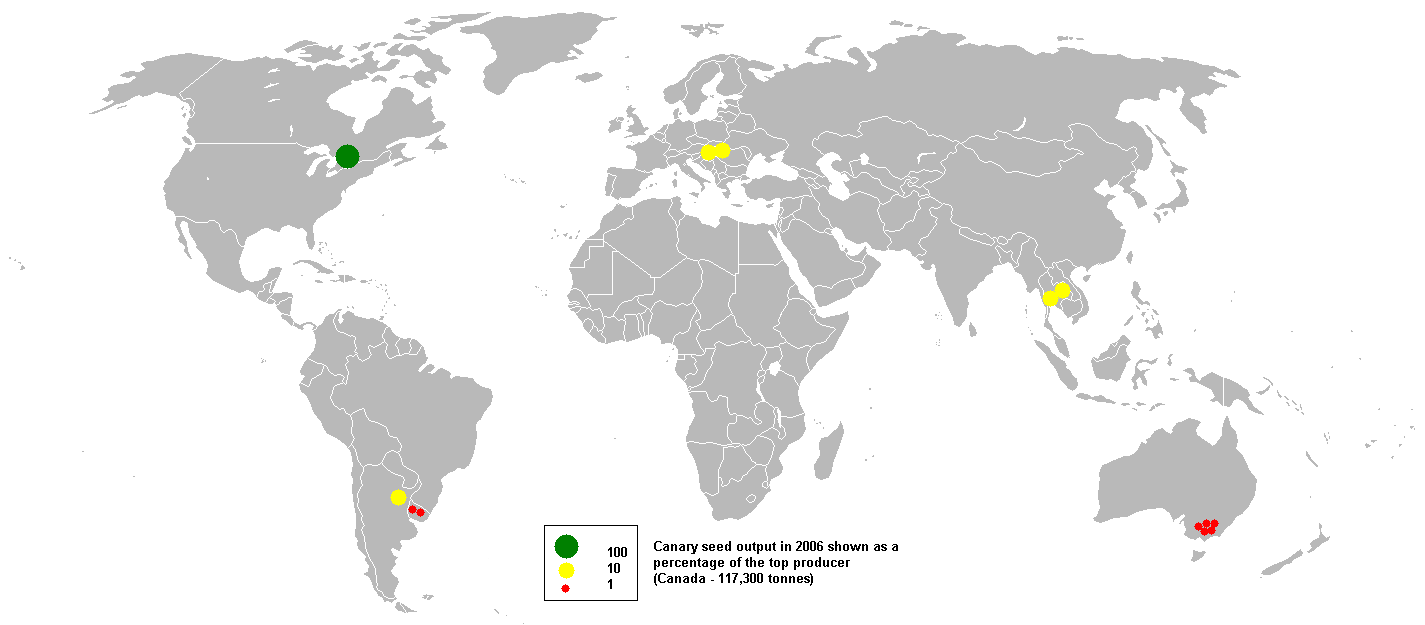
Produzione di seme di scagliola nel 2006

I semi sono composti dal 61% di amido, 18,7% di proteine di cui prolamina e glutelina, ricchi di grassi grezzi per un 8,7% e di grassi raffinati per un 11% tra cui linoleico 55%, acido oleico 29%, palmitico 11% e acido lioleico 2,5%. Le sementi sono povere di amminoacidi quali lisina e treonina ma sono ricche di cistina, triptofano, e fenilalanina. Il semolino e la farina, sono poveri di fibre, zuccheri solubili e ceneri totali. Sono presenti per la maggioranza olii insaturi. Il saccarosio è lo zucchero solubile principalmente presente nella scagliola, che costituisce circa il 47% degli zuccheri solubili. Fruttosio e glucosio sono presenti anche in piccole concentrazioni. I piccoli peli silicei sulle carene sono potenzialmente cancerogeni e sono state associate al cancro dell'esofago quando presente come contaminante nella farina di grano utilizzato in cottura del pane. I peli producono irritazioni per la pelle anche gravi per gli operatori durante la raccolta e il trasporto della semente.

## Usi
Può essere coltivata a scopo foraggero e anche ornamentale. A pieno campo è considerata una erba infestante molto competitiva.
La pianta è una fonte di dimetiltriptamina, una molecola psichedelica dagli effetti allucinogeni.
Il polline e la pula possono aggravare i raffreddori da fieno.